# Going Back (film)
Going Back è un film del 1984 diretto da Ron Teachworth ed interpretato da un ancora sconosciuto Bruce Campbell. In Italia si è visto solo al Torino Film Festival dello stesso anno.

## Trama
Per trascorrere l'estate del 1964 prima di andare al college, i compagni di scuola superiore Brice e Cleveland lasciano il loro quartiere di Detroit per andare in campagna. I due amici fanno amicizia con Jack Bodell, un contadino che gli offre un posto dove stare. I giorni passano; Cleveland aiuta Jack in fattoria, mentre Brice si innamora di Cindy, una ragazza del posto.